# Jarosław Hasiński
Jarosław Hasiński (ur. 6 września 1957, zm. 19 listopada 2017) – polski dziennikarz radiowy i telewizyjny, były prezes TVP Poznań, w latach 2009–2011 prezes Polskiego Radia.

## Życiorys
Pochodził z Poznania, gdzie ukończył technikum mechaniczne (podczas nauki w nim działał w radiowęźle). Kształcił się w zakresie mechanizacji rolnictwa na Akademii Rolniczej w Poznaniu, działał w Zrzeszenia Studentów Polskich. Podczas studiów pracował w Radiu Poznań, gdzie od 1977 prowadził „Magazyn spraw studenckich” i „Czas dobrych gospodarzy”. W 1982 został kierownikiem Akademickiego Radia „Winogrady” (od 1996 pod nazwą Radio Fan). W latach 1997–2003 pozostawał szefem TVP Poznań, później kierował Agencją Produkcji Audycji Telewizyjnych. Następnie od czerwca 2007 do grudnia 2009 współtworzył śląską telewizję TVS.
Od 20 września 2009 był pełniącym obowiązki prezesa, następnie od 19 listopada 2009 do 12 lipca 2011 kierował Polskim Radiem. W 2011 powrócił do pracy w TVP, gdzie był m.in. wicedyrektorem i dyrektorem programowym TVP Polonia. W 2015 roku rozpoczął pracę w Polskim Radiu Koszalin, gdzie sprawował funkcję dyrektora administracji i cyfryzacji, m.in. wdrażając stronę internetową i odpowiadając za dział nowych mediów.
Zmarł wskutek choroby nowotworowej 19 listopada 2017 roku. Odznaczony Brązowym (2000) i Złotym (2003) Krzyżem Zasługi.